# كارل فون مولر
كارل فون مولر (بالألمانية: Karl von Müller)‏ هو عسكري وسياسي ألماني، ولد في 16 يونيو 1873 في هانوفر في ألمانيا، وتوفي في 11 مارس 1923 في براونشفايغ في ألمانيا بسبب ملاريا.